# Мюль-наме
Мюль-наме – у Османській імперії - дарча грамота на володіння землею на правах повної власності.